# Prix littéraires de science-fiction
Les prix littéraires de science-fiction évoqués dans la page sont classés selon les pays d'attribution et par ordre chronologique dans chaque section, du plus ancien au plus récent.

## Prix allemands
- Prix Kurd-Laßwitz, créé en 1980
- Prix allemand de science-fiction, créé en 1985
- Prix Curt-Siodmak, créé en 2003

## Prix américains
- Prix Hugo (depuis 1953)
- Prix Nebula (depuis 1966)
- Prix E. E. Smith Memorial (depuis 1966)
- Prix Pilgrim (depuis 1970)
- Prix Locus (depuis 1971)
- Prix John-Wood-Campbell Memorial du meilleur roman de science-fiction (depuis 1973)
- Prix Astounding du meilleur nouvel écrivain (depuis 1973)
- Prix Inkpot (depuis 1974)
- Prix Damon-Knight Memorial Grand Master (depuis 1975)
- Prix Philip-K.-Dick (depuis 1983)
- Prix Prometheus (régulièrement, depuis 1982)
- Prix Theodore-Sturgeon (depuis 1987)
- Prix James Tiptree, Jr. (depuis 1991)
- Prix Sidewise (depuis 1995)
- Prix Andre-Norton (depuis 2006)

## Prix australien
- Prix Aurealis, créé en 1995

## Prix britanniques
- Prix British Science Fiction, créé en 1969
- Prix Arthur-C.-Clarke, créé en 1987

## Prix canadiens

### Prix canadiens anglophones
- Prix Aurora
- Prix Boréal
- Congrès Boréal
- Prix Casper
- Prix Dagon
- Prix Jacques-Brossard de la science-fiction et du fantastique
- Prix Jeunesse des univers parallèles
- Prix Septième Continent
- Prix Solaris

### Prix canadiens francophones
- Liste des prix littéraires québécois

Prix actuellement décernés
- Grand prix de la science-fiction et du fantastique québécois (depuis 1984)
- Prix Aurora (depuis 1980) ; remarque : il a pris le nom de Prix Casper de 1986 à 1990
- Prix Boréal (depuis 1980)
- Prix Solaris (depuis 1981) ; remarque : il succède au Prix Dagon

Anciens prix
- Prix Dagon (1977 à 1980)
- Prix Septième Continent (1985 à 1996)

## Prix espagnols
- Prix Ignotus, créé en 1991

## Prix français

### Prix actuellement décernés
- Grand prix de l'Imaginaire (depuis 1974)
- Prix Rosny aîné (depuis 1980)
- Prix Julia-Verlanger (depuis 1986)
- Prix Bob-Morane (depuis 1999)
- Prix Masterton (depuis 2000)
- Prix Imaginales (depuis 2002)
- Prix européen Utopiales des pays de la Loire (depuis 2007)
- Prix Elbakin.net (depuis 2010)
- Prix Planète SF des blogueurs (depuis 2011)
- Prix ActuSF de l'uchronie (depuis 2011)
- Prix Extraordinaire des Utopiales (depuis 2015)
- Prix de la BD de science-fiction (depuis 2022)

### Anciens prix
- Prix Jules-Verne (1927 à 1933 puis 1958 à 1963)
- Prix Apollo (1972 à 1990)
- Graoully d'or (1978 à 1982)
- Prix Cosmos 2000 (1982 à 1996)
- Prix Ozone (1997 à 2000)
- Prix Tour Eiffel de science-fiction (1997 à 2002)
- Prix Utopia (1998 à 2005)
- Prix du Cafard cosmique (2003 à 2010)
- Prix du Lundi (de 2006 à 2015)

## Prix finlandais
- Prix Atorox, créé en 1983
- Prix Tähtivaeltaja, créé en 1986

## Prix italiens
- Prix Urania, créé en 1989
- Prix Akery
- Prix Alien
- Prix Cosmo
- Prix Courmayeur
- Prix Fantascienza Italia
- Prix Fantascienza.com
- Prix Future Shock
- Prix Omelas
- Prix Robot

## Prix japonais
- Prix Seiun, créé en 1970
- Grand prix Nihon SF

## Prix néerlandais
- Prix Paul Harland

## Prix néo-zélandais
- Prix Sir Julius Vogel[1]